# Nachtigallbrücke

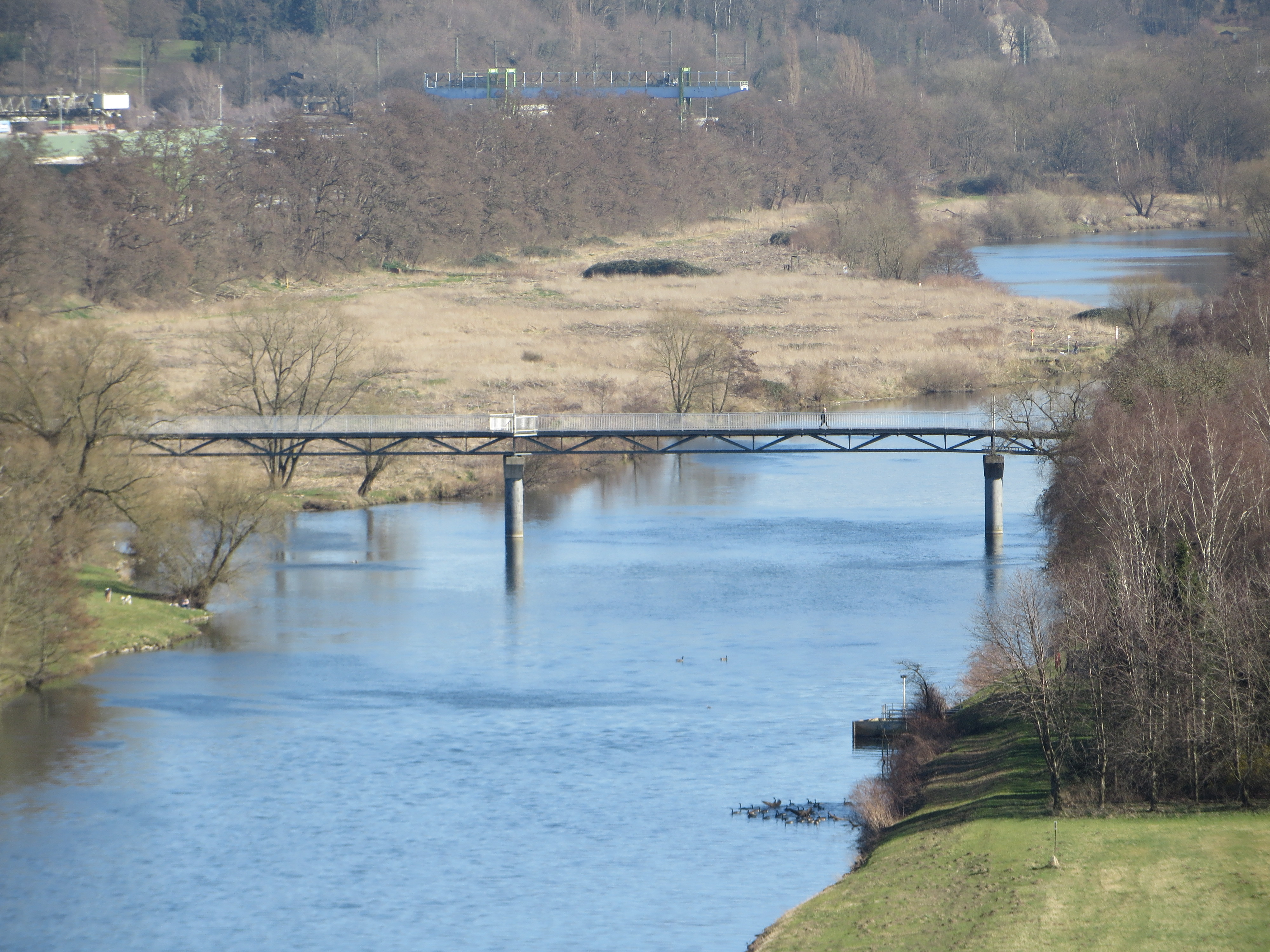
Nachtigallbrücke, März 2014

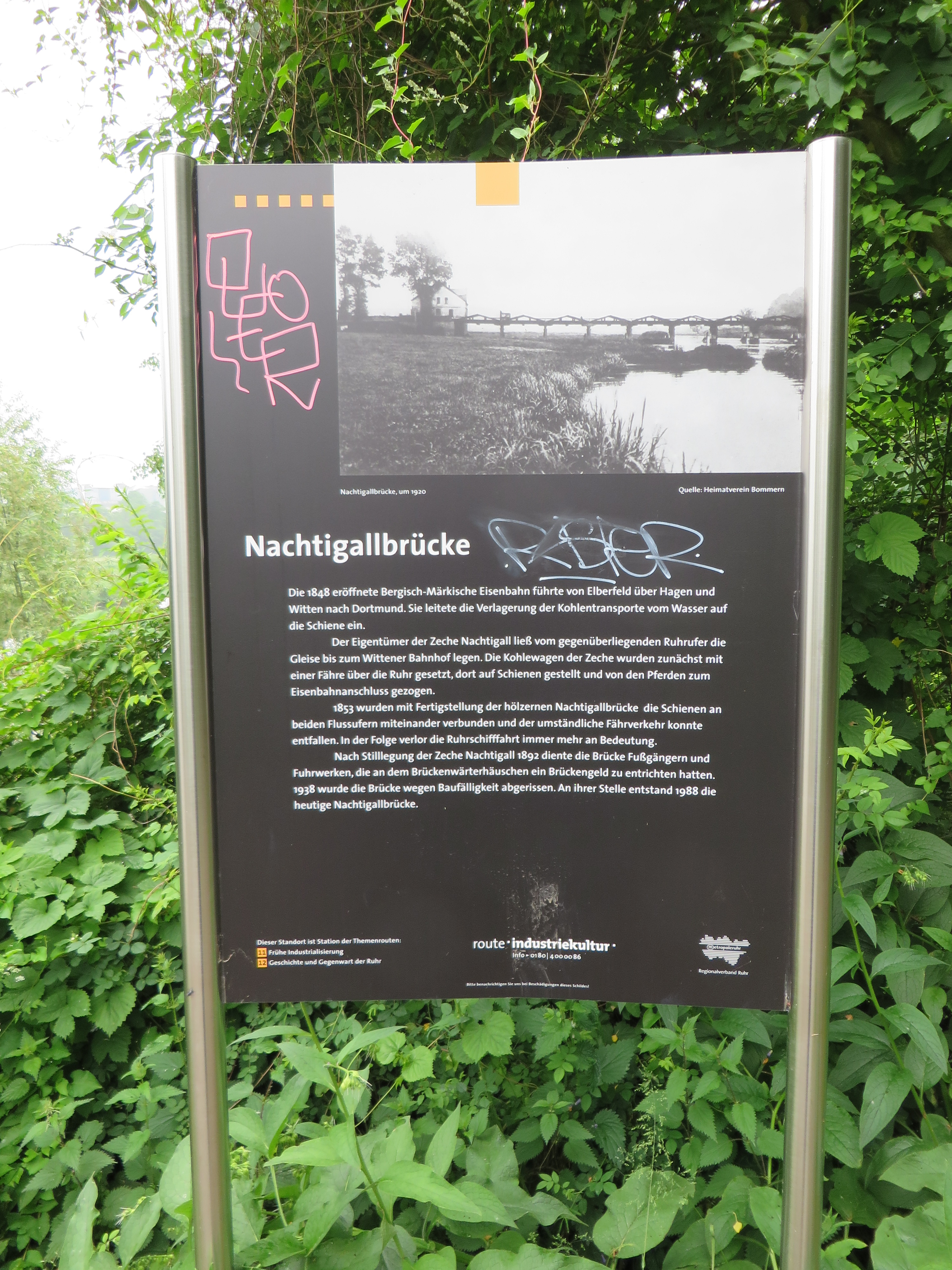
Infotafel der Route der Industriekultur

Die Nachtigallbrücke ist eine Brücke über die Ruhr in Bommern, Witten, zwischen der Nachtigallstraße und der B 226 (Ruhrdeich). Sie überführte ursprünglich eine Bahn zur nahegelegenen Zeche Nachtigall (heute LWL-Industriemuseum Zeche Nachtigall), mittlerweile wird sie als Fußgängerbrücke genutzt.

## Geschichte und Lage
An der Stelle befand sich rechtsseitig bis 1813 die Schleuse Steinhausen.
Die Brücke wurde erstmals im Jahr 1853 in Holzbauweise errichtet. Über die Brücke wurden Kohlewagen der Zeche auf Gleisen bis zum Bahnhof Witten BME (heute Witten Hbf) gezogen und dort von der Bergisch-Märkischen Eisenbahn verladen, die dort seit 1848 bestand (von Elberfeld über Hagen und Witten nach Dortmund). Ab 1892, nach der Stilllegung der Zeche, wurde sie von Fußgängern und Fuhrwerken genutzt. Am Brückenwärterhäuschen war ein Brückengeld zu entrichten. 1938 war die Brücke so baufällig, dass sie von einer Pioniereinheit der Wehrmacht gesprengt wurde. Es wurde eine Fähre eingerichtet.
Die heutige Brücke, eine Fuß- und Radwegbrücke aus Stahl im Fachwerk, wurde von 1987 bis 1988 gebaut. Sie wurde von Stefan Polónyi entworfen, den Bau führten die Unternehmen Bilfinger Berger SE und Thyssen Engineering GmbH aus. 2018 wurden die Holzbohlen der Fahrbahn durch Stahlplatten ersetzt, nachdem ein Lieferwagen durch die Bohlen gebrochen war. Nach der Sanierung bildeten sich am Brückenboden Risse. Das Problem wurde im Herbst 2019 durch die Anlage von Dehnungsfugen behoben.